# NGC 2093
NGC 2093 (другое обозначение — ESO 57-SC23) — рассеянное скопление в созвездии Золотой Рыбы, расположенное в Большом Магеллановом Облаке. Открыто Джеймсом Данлопом в 1826 году. Возраст скопления составляет несколько десятков миллионов лет, оно имеет голубой цвет благодаря излучению массивных горячих звёзд.
Этот объект входит в число перечисленных в оригинальной редакции «Нового общего каталога».